# Хаас, Томми
Томас Марио «Томми» Хаас (нем. Tommy Haas; род. 3 апреля 1978 года в Гамбурге, ФРГ) — немецкий профессиональный теннисист и спортивный администратор, бывшая вторая ракетка мира в одиночном разряде. Призёр Олимпийских игр в одиночном разряде; победитель 15 турниров ATP (14 — в одиночном разряде); четырёхкратный полуфиналист турниров Большого шлема в одиночном разряде (трижды — в Австралии); двукратный обладатель командного Кубка мира (1998, 2005) в составе национальной сборной Германии.

## Общая информация
Отец Томми — Петер — выходец из Австрии, бывший чемпион Европы по дзюдо, переквалифицировавшийся в теннисные тренеры. Он является одноклассником Арнольда Шварценеггера. Отец привел Томми в теннис в четырёхлетнем возрасте. В 1999 году Петер открыл собственную теннисную академию в Кицбюэле.
Мать зовут Бригитта. У него также есть две сестры Сабина и Карин. В возрасте 21 года начал встречаться с немецкой моделью Алессандрой Мейер-Вёльден. Через семь лет они расстались.
Хаас любит проводить время с семьей и друзьями, смотреть спортивные состязания и кино. Кумиром в детстве был прославленный немецкий теннисист Борис Беккер.
В октябре 2009 году у Хааса был диагностирован грипп A(H1N1).
27 января 2010 года Хаас получил гражданство США. Женат на американской актрисе Саре Фостер. 14 ноября 2010 года у пары родилась дочь Валентина.. 11 ноября 2015 года родилась их вторая дочь Джозефин.

## Спортивная карьера

### Начало карьеры
В возрасте 11-13 лет Томми Хаас дважды выиграл чемпионаты Германии, Австрии и Европы в своей возрастной группе. В 13 лет он перебирается во Флориду, чтобы учиться в теннисной академии Ника Боллетьери. В 1992 году он выигрывает один из самых престижных трофеев в юниорском теннисе, Orange Bowl, в возрастной категории до 14 лет.
С 1996 года Хаас выступает в профессиональных теннисных турнирах. Довольно рано он смог добиться успехов и обратить на себя внимания специалистов. На самом первом «челленджере» в немецком Вайдене смог выйти в финал. В августе того же года сыграл на первом турнире ATP. Произошло это на турнире в Индианаполисе на который он получил специальное приглашение от организаторов. С ходу ему удалось выйти в четвертьфинал турнира и переиграть таких теннисистов как Дик Норман, Ренцо Фурлан и Марк Вудфорд. Обыграть его смог только № 1 в мировом рейтинге на тот момент Пит Сампрас. В том же месяце дебютировал и на турнире из серии Большого шлема Открытом чемпионате США, но проиграл в первом раунде своему соотечественнику Михаэлю Штиху.
В 1997 году впервые обыграл игрока из первой десятки. Случилось это во втором раунде турнира серии Мастерс в Гамбурге, где он переиграл Карлоса Мойю 6-4, 6-1. На этом турнире он смог в итоге выйти в полуфинал и благодаря этому войти в первую сотню в рейтинге. Летом он дебютирует на Уимблдонском турнире (второй раунд), выходит в четвертьфинал турнира в Вашингтоне и третий раунд Открытого чемпионата США. Осенью 1997 года его ждал четвертьфинал в Тулузе, а также дебютный финал турнира ATP в Лионе. В полуфинале того турнира он выиграл у № 7 в мире Евгения Кафельникова 4-6, 6-4, 6-3, но в финале уступил Фабрису Санторо 4-6, 4-6. Первый полноценный сезон он завершил уже на 45-м месте в рейтинге.
В 1998 году его результатом стали два четвертьфинала (в Сан-Хосе и на Мальорке), два полуфинала (в Филадельфии и Скоттсдейле), а также второй год подряд выход в финал на турнире в Лионе. На пути в финал в Лионе он мог переиграть двух первых номеров рейтинга Пита Сампраса и Марсело Риоса, но по итогу из-за снятия с турнира перед четвертьфиналом с Хаасом Сампраса встретился в полуфинале Только с Риосом. В конечном счете Хаас выиграл чилийца, который отказался от борьбы при счете 6-2, 1-0 в пользу Томми. В финале того турнира Хаас уступил № 7 Алексу Корретхе 6-2, 6-7(6), 1-6. Также в этом сезоне со сборной Германии он побеждает на командном Кубке мира в Дюссельдорфе, выиграв все четыре личные встречи.

### 1999—2000 (первый титул в туре и серебро Олимпиады)
На старте сезона 1999 года выходит в финал турнира в Окленде, где вновь терпит неудачу. настоящий успех пришел к нему на Открытый чемпионат Австралии. Имея не особо сложную сетку (ни один из обыгранных им соперников не входил в топ-40), Хаасу удалось выйти в полуфинал. Проиграл он победителю того турнира Евгению Кафельникову 3-6, 4-6, 5-7. В феврале на турнире в Мемфисе он с 4-й попытки выиграл финал турнира ATP. В матче за титул он переиграл американца Джима Курье 6-4, 6-1.
В том же году он доходит до полуфинала Открытого чемпионата Австралии — его лучший результат в турнирах Большого шлема, который он впоследствии повторит ещё дважды на том же турнире (в 2002 и 2007 году) и на Уимблдоне (в 2009 году). В конце сезона Хаас доходит до финала Кубка Большого шлема. В мае дошёл до четвертьфинала Мастерса в Гамбурге. На Открытом чемпионате Франции вышел в третий раунд. На травяных турнирах в Халле и Хертогенбосе дошёл до четвертьфинала и полуфинала соответственно. На Уимблдонском турнире его результат третий раунд. В июле он выходит в финал турнира в Штутгарте, где в упорной борьбе уступил Магнусу Норману 7-6(6), 6-4, 6-7(7), 0-6, 3-6. На Открытом чемпионате США вышел в четвёртый раунд. Осенью 1999 года Томми удалось выйти в финал турнира Кубок Большого шлема, проводимого в Мюнхене. В четвертьфинале он обыграл действующего № 1 в мире Андре Агасси 6-0, 6-7(2), 6-4. В концовке сезона ему удалось выйти в четвертьфинал Мастерса в Париже. Сезон он завершил в топ-20, заняв 12-е место.
Январь 2000 года у Хааса получается не столь ярким как в прошлом сезоне. Первый раз в полуфинал в сезоне он вышел в феврале в Мемфисе. В апреле доходит до четвертьфинала грунтового турнира в Барселоне. В мае также на грунте вышел в финал турнира в Мюнхене. Осенью 2000 года Хаас добивается своего главного успеха в карьере до настоящего времени, выиграв серебряную медаль в одиночном мужском разряде на Олимпийских играх в Сиднее (в финале уступил Евгению Кафельникову).
| Стадия     | Соперник (посев)        | Рейтинг | Счёт                       |
| 1 раунд    | Уэйн Феррейра (14)      | 20      | 7-5, 6-2                   |
| 2 раунд    | Андреас Винчигуэрра     | 42      | 4-6, 6-4, 6-2              |
| 3 раунд    | Алекс Корретха (6)      | 9       | 7-6(7), 6-3                |
| 1/4 финала | Максим Мирный           | 53      | 4-6, 7-5, 6-3              |
| 1/2 финала | Роджер Федерер          | 36      | 6-3, 6-2                   |
| Финал      | Евгений Кафельников (5) | 8       | 6-7(4), 6-3, 2-6, 6-4, 3-6 |

После Олимпиады вышел в финал турнира в Вене, где проиграл Тиму Хенмену 4-6, 4-6, 4-6.

### 2001—2003 (победа на Мастерсе и № 2 в мире)
На старте сезона 2001 года выиграл свой второй титул на турнирах ATP. В финале турнира в Аделаиде он выиграл у Николаса Массу 6-3, 6-1, а ранее этого в четвертьфинале смог переиграть № 7 в мире Ллейтона Хьюитта 6-4, 0-6, 6-1. В феврале Хаас вышел в полуфинал в Мемфисе и четвертьфинал в Сан-Хосе. В следующий раз попасть в четвертьфинал ему удается лишь в июле на турнире в Лос-Анджелесе. В начале августа смог выйти в полуфинал турнира серии Мастерс в Монреале. В преддверии Открытого чемпионата США он выигрывает титул на турнире в Лонг-Айленде. В финале того турнира была одержана победа над Питом Сампрасом (№ 10 на тот момент) 6-3, 3-6, 6-2. На Открытом чемпионате США выбывает в четвёртом раунде, уступив будущему победителю турнира Ллейтону Хьюитту 6-3, 6-7(2), 4-6, 2-6. На турнире в Москве в октябре вышел в полуфинал, где был разгромлен Кафельниковым. Затем ему удалось победить на двух турнирах подряд. Сначала на турнире в Вене, где в финале он выиграл аргентинца Гильермо Каньяса 6-2, 7-6(6), 6-4, а затем он взял первый и единственный титул на турнирах Мастерс. Эту победу он одержал на турнире в Штутгарте, где он победил на своем пути Шенга Схалкена Хишама Арази, Тима Хенмана (№ 9), Ллейтона Хьюитта (№ 3, Хаас стал единственным теннисистом, который победил Ллейтона трижды в 2001 году, счет личных встреч в том году ничейный — 3-3) и в финале Максима Мирного со счетом 6-2, 6-2, 6-2. На другом Мастерсе в Париже он смог выйти в полуфинал. Тем самым он впервые вошел в топ-10 мирового рейтинга и по итогам сезона занял 8-е место. Формально Хаас отобрался на Итоговый турнир года в Сиднее, но там был запасным и не играл.
Самым успешным по рейтингу в ATP-туре для Хааса становится 2002 год. На Австралийском чемпионате он повторил свой успех 1999 года и смог выйти в полуфинал. В борьбе за выход в финал он в пяти сетах уступил Марату Сафину 7-6(5), 6-7(4), 6-3, 0-6, 2-6. В феврале он вышел в четвертьфинал в Мемфисе. В апреле попадает в четвертьфинал грунтового Мастерса в Монте-Карло и турнира в Мюнхене. В мае после того как на Мастерсе в Риме он вышел в финал он смог в рейтинге АТР подняться сразу с 7-го на 2-е место, что стало высшим достижением в его карьере. На Открытом чемпионате Франции он впервые выходит в четвёртый раунд. В июне его родители попали в серьезную аварию. В результате отец провел в коме три недели, а мама Бригитта серьезно повредила правую руку. Следующие два месяца Томми провел во Флориде со своей семьей, отказавшись от участия на Уимблдонском турнире. В августе он попадает в полуфинал на Мастерсе в Торонто и турнирах в Индианаполисе и Лонг-Айленде. На Открытом чемпионате США в матче четвёртого раунда проигрывает Питу Сампрасу. До конца года он лишь однажды смог дойти до четвертьфинала в сентябре на турнире в Ташкенте.
Весь сезон 2002 года Хааса преследовали болезненные ощущения. Томми перенес в подростковом возрасте переломы обеих лодыжек. Ещё в полуфинале Австралийского чемпионата против Сафина он почувствовал боли в правом плече. К концу августа ему поставили диагноз надрыв сухожилия, но он продолжал играть через боль. В декабре 2002 года на тренировке он разорвал сухожилие и впоследствии ему пришлось делать две серьезных операции. Восстановление после травмы заняло целых 15 месяцев и смог вернуться он лишь в 2004 году.

### 2004—2006

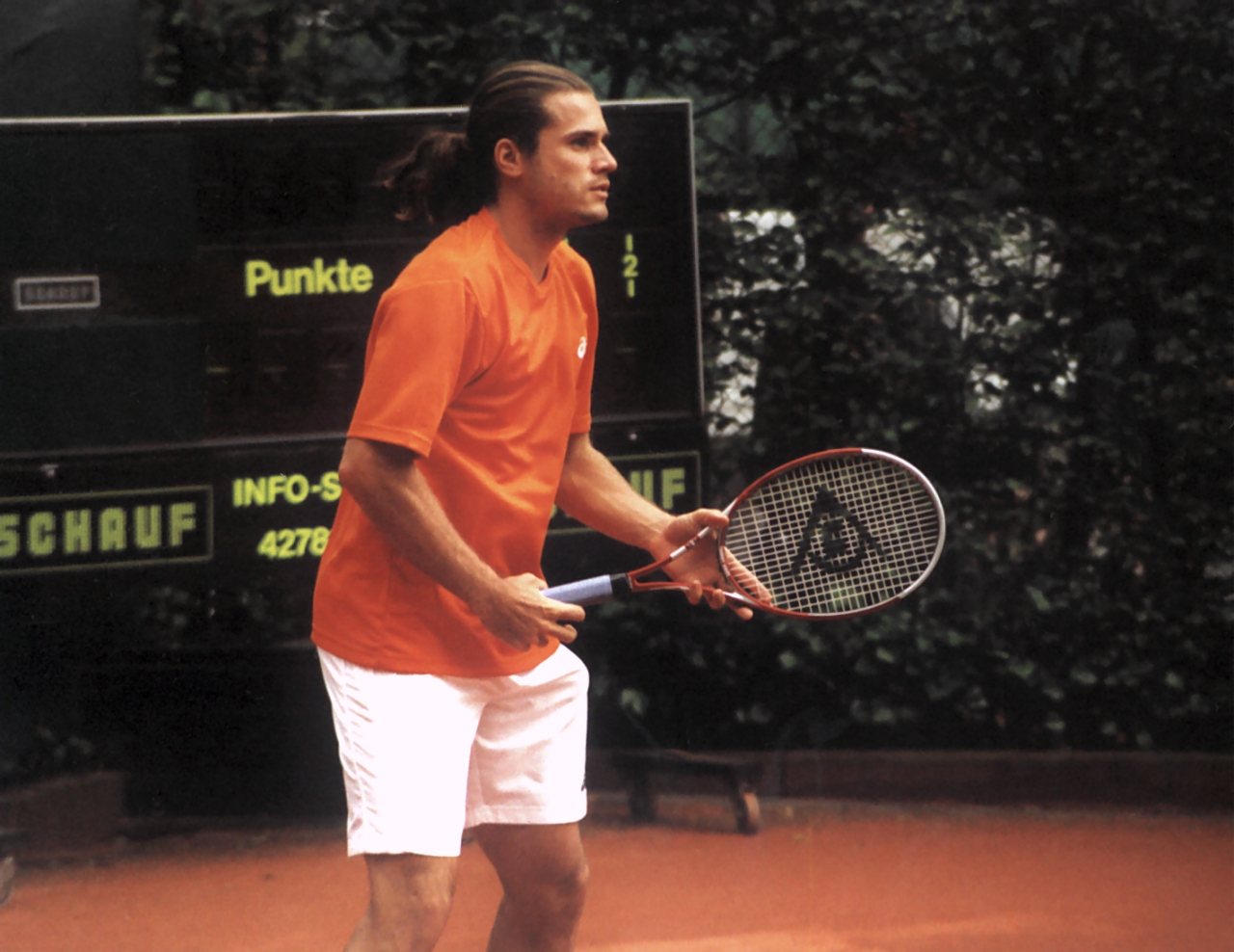
Томми Хаас на командном кубке мира в 2005 году

Возвращение после травмы состоялось в феврале 2004 года на турнире в Сан-Хосе, где он проиграл в первом же раунде американцу Винсенту Спейди, в первом же раунде он проиграл также в Мемфисе, где сильнее был его соотечественник Александр Попп. На турнир Мастерс в Индиан-Уэлсе в марте Хаас уже прошёл в четвёртый раунд. В апреле ему удается выиграть первый после возвращения титул на грунтовом турнире в Хьюстоне, где в финале он выиграл у № 2 в мире Энди Роддика 6-3, 6-4. В июне он выходит в четвертьфинал турнира в Халле. К Уимблдонскому турниру он возвращается в первую сотню в одиночном рейтинге. В июле он завоевывает ещё один титул на турнире в Лос Анджелесе. В чисто немецком финале он обыграл Николаса Кифера 7-6(6), 6-4. В начале августа попадает в четвертьфинал Мастерса в Цинциннати. В августе принял участие в Летних Олимпийских играх в Афинах, где в одиночном турнире во втором раунде проиграл Энди Роддику. На Открытом чемпионате США ему впервые удалось дойти до четвертьфинала, где Хаас уступает Ллейтону Хьюитту. В октябре доходит до четвертьфинала в Вене и до полуфинала в Стокгольме. В итоге за сезон он смог вернуться в топ-20, заняв по итогам года 17-е место. Он получил от ATP награду «Возвращение года».
В феврале 2005 года Томми выходит в полуфинал турниров в Сан-Хосе и Мемфисе на харде, а в апреле четвертьфинала в Хьюстоне и полуфинала в Мюнхене на грунте. В мае он второй раз в карьере выигрывает со сборной командный Кубок мира, одержав шесть побед в восьми одиночных и парных матчах. В июне уже на траве вышел в полуфинал турнира в Халле. На этом достижения Хааса в 2005 году заканчиваются. На большинстве турниров он не мог преодолеть первых раундов и закончил очередной сезон на 45-м месте.
Однако в 2006 году его результаты улучшились. На первом для себя в году турнире в Дохе он выходит в полуфинал. На Открытом чемпионате Австралии в четвёртом раунде он столкнулся с № 1 в мире Роджером Федерером, которому Хаас уступил в борьбе, взяв два сета 4-6, 0-6, 6-3, 6-4, 2-6. В феврале он выигрывает сразу два турнира в Делрей-Бич и Мемфисе. В апреле выходит в четвертьфинал в Хьюстоне. В июне в полуфинал в Халле. На Открытом чемпионате Франции и Уимблдонском турнире выбывает в третьем раунде. В июле во второй раз в карьере выиграл турнир в Лос-Анджелесе, обыграв в финале россиянина Дмитрия Турсунова 4-6, 7-5, 6-3. На Открытом чемпионате США Томми в пяти сетах победил американца Робби Джинепри, а в четвёртом раунде бывшего чемпиона турнира россиянина Марата Сафина также в тяжелом пятисетовом поединке — 4-6, 6-3, 2-6, 6-2, 7-6(5) и вышел в четвертьфинал, где уже не смог переиграть ещё одного представителя России Николая Давыденко. Матч длился также пять сетов и закончился со счётом 6-4, 7-6(3), 3-6, 4-6, 4-6 не в пользу Хааса. В конце сезона Томми удалось выйти в полуфинал Мастерса в Париже (где в четвертьфинале снова победил бывшего чемпиона Сафина, но уже полуфинал против Доминика Хрбаты не доиграл из-за травмы) и закончить год на 11-й позиции.

### 2007—2009 (полуфиналы в Австралии и на Уимблдоне, возвращение в топ-10)

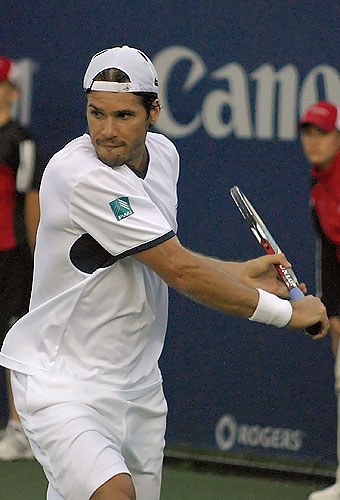
На Мастерсе в Торонто 2008 года

В 2007 году Хаас в третий раз в карьере вышел в полуфинал Открытого чемпионата Австралии. В матче четвёртого раунда он одержал победу над № 8 в мире Давида Налбандяна 4-6, 6-3, 6-2, 6-3, а в четвертьфинале в пяти сетах № 3 Николая Давыденко 6-3, 2-6, 1-6, 6-1, 7-5. В полуфинале Хааса довольно легко обыграл Фернандо Гонсалес 1-6, 3-6, 1-6. Результат Австралии позволил Хаасу вернуться в первую десятку (9-е место). В феврале выходит в четвертьфинал в Делрей-Бич, затем защищает свой титул на турнире в Мемфисе. Для этого он переиграл в финале Энди Роддика 6-3, 6-2. Он стал вторым в истории теннисистом (после Джимми Коннорса), кто смог выиграть более двух раз одиночный турнир в Мемфисе. На турнире в Дубае он доходит до полуфинала, где проиграл Федереру. В марте на Мастерсе в Индиан-Уэлс он взял реванш у Гонсалеса и вышел в четвертьфинал. В апреле до четвертьфинала доходит в Хьюстоне. Пропустив Открытый чемпионат Франции, Томми возвращается в тур на Уимблдонском турнире, где дошёл до четвёртого раунда. Перед матчем с Роджером Федерером он снимается с турнира из-за растяжения брюшной мышцы. В начале августа доходит до четвертьфинала в Вашингтоне. На Открытом чемпионате США ему удалось выйти в четвертьфинал, обыграв в четвёртом раунде № 6 Джеймса Блейка в пяти сетах 4-6, 6-4, 3-6, 6-0, 7-6(4). В октябре он попал в четвертьфинал на турнире в Стокгольме. Закончил сезон 12-м.
В 2008 году из-за травм пропустил Открытый чемпионат Австралии, а затем и Открытый чемпионат Франции. На Уимблдонском турнире в третьем раунде уступил Энди Маррею. В июле вышел в четвертьфинал в Индианаполисе. В августе дошёл до полуфинала в Вашингтоне. После Открытого чемпионата США, где он выбыл во втором раунде, до конца сезона больше не выступал.
В матче третьего раунда Открытого чемпионата Австралии проиграл № 1 Рафаэлю Надалю. В феврале вышел в четвертьфинал в Сан-Хосе, а в апреле в Хьюстоне. На Открытом чемпионате Франции вышел в четвёртый раунд, где вел 7-6(4), 7-5, 4-3 против Роджера Федерера и имел брейк пойнт, но не реализовал его. Федерер победил в трёх следующих сетах 6-4, 6-0, 6-2, а через несколько дней выиграл свой единственный Ролан Гаррос в карьере. Успешно сложилась для Хааса травяная часть сезона. В Халле он выиграл первый турнир на этом покрытии и стал в ряд теннисистов универсалов, которые выиграли турниры ATP на всех типах покрытия (грунт, трава и хард). В финале его соперником был Новак Джокович, которого Хаас обыграл со счётом 6-3, 6-7(4), 6-1. Затем на Уимблдонском турнире ему впервые удалось дойти до полуфинала. В матче третьего раунда он сыграл затяжной матч против № 13 Марина Чилича. Выиграв первые два сета 7-5, 7-5 Хаас затем уступает последующие два 1-6, 6-7(3). В решающем сете он выиграл со счётом 10-8. Их встреча в итоге продолжалась 4 часа 28 минут. В четвертьфинале он уже во второй раз подряд обыгрывает Джоковича на траве 7-5, 7-6(6), 4-6, 6-3. Остановить его смог вновь Федерер, обыгравший Хааса в полуфинале 6-7(3), 5-7, 3-6. В июле вышел в полуфинал в Лос Анджелесе, а в августе в четвертьфинал в Вашингтоне.

### 2010—2015

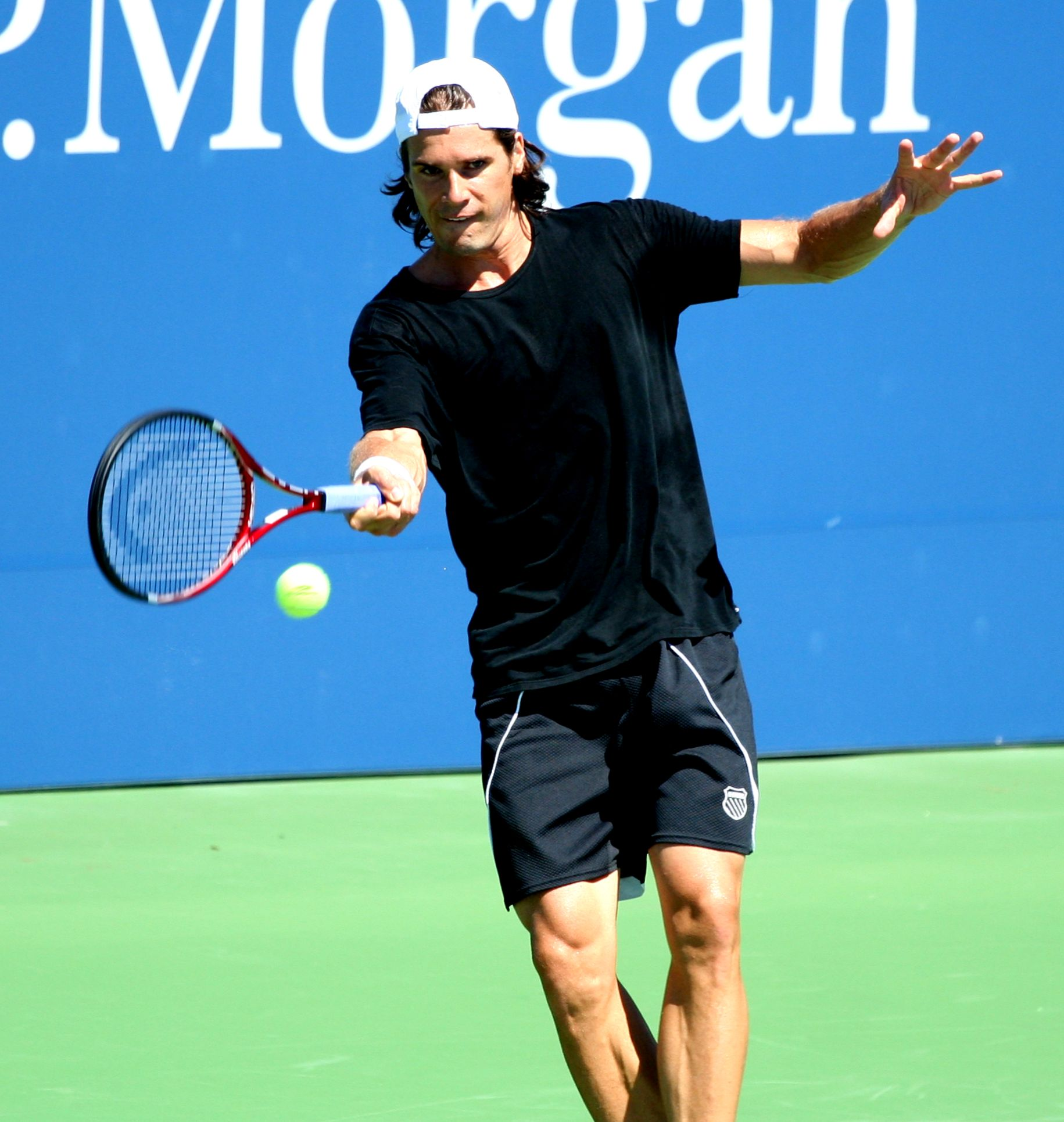
На Открытом чемпионате США 2011 года

Из турниров Большого шлема в 2010 году Хаас сыграл только а Австралийском чемпионате где остановился на стадии третьего раунда. Игровой сезон для него завершился уже в феврале из-за травм правого бедра и плеча. В итоге он перенес операцию и смог вернутся в тур лишь в следующем сезоне.
Возвращение на корт состоялось через 15 месяцев. Первым турниром для него становится Открытый чемпионат Франции на котором му позволили выступить, дав ему специальное приглашение, несмотря на отсутствие после травмы рейтинга. В первом раунде он выбыл, уступив игроку из второй сотни Марселю Ильхану. Частично вернуться в форму ему удалось лишь к августу 2011 года, когда он дошёл сначала до полуфинала в турнире пар в Вашингтоне, а затем до третьего круга в одиночном разряде на Открытом чемпионате США и четвертьфинала в Вене. Эти результаты позволили ему, начав сезон в девятой сотне рейтинга, закончить его на 205-м месте.
Хаас продолжил развивать успех в 2012 году. Он вернулся в сборную Германии после нескольких лет перерыва, хотя и не смог помочь ей справиться с командой Аргентины, и закрепился на позиции второго игрока в стране. За год он совершил скачок на 184 места в рейтинге, став самым возрастным игроком в топ-50 рейтинга за 2012 год и вторым по возрасту победителем турнира за историю АТР-тура после Фабриса Санторо. Помимо победы в июне Халле он также дошёл в июле до финала двух турниров класса ATP 500 — сначала в Гамбурге, а затем в Вашингтоне. Четырежды за год он обыгрывал соперников из первой десятки (пятую ракетку мира Жо-Вильфрида Тсонга в мае на грунте в Мюнхене, где дошёл до полуфинала, затем на травяных кортах Халле седьмую ракетку мира Томаша Бердыха и третью — Роджера Федерера и наконец на хардовом покрытии турнира Мастерс в Шанхае девятую ракетку мира Янко Типсаревича) и закончил сезон на 21-м месте в рейтинге. В конце сезона ему во второй раз в карьере присудили награду ATP в номинации «Возвращение года».
На старте 2013 года вышел в четвертьфинал в Окленде. На Открытом чемпионате Австралии проиграл в упорной борьбе финну Яркко Ниеминену 6-7(3), 6-4, 3-6, 6-4, 6-8 в первом раунде. В феврале выходит в финал турнира в Сан-Хосе, где уступает Милошу Раоничу. На турнире в Делрей-Бич выходит в полуфинал. Отличного результата Хаас добился на турнире Мастерс в Майами. Дойдя до четвёртого раунда, он обыграл там № 1 в мировом рейтинге Новака Джоковича 6-2, 6-4. По итогу на турнире смог добраться до полуфинала, где проиграл Давиду Ферреру 6-4, 2-6, 3-6. В апреле ему удалось выиграть титул на грунтовом турнире в Мюнхене, который стал для него 14-м в одиночном разряде. В финале он переиграл соотечественника Филиппа Кольшрайбера 6-3, 7-6(3). Хорошо он выступил на Открытом чемпионате Франции, где впервые сумел выйти в четвертьфинал, проиграв там Джоковичу. Чемпионат Франции стал последним из турниров Большого шлема, где его лучший результат не ниже, чем четвертьфинал.
На турнире в Халле дошёл до полуфинала, где проиграл Федереру. На Уимблдонском турнире он вышел в четвёртый раунд, где вновь проиграл Джоковичу. В июле 2013 года выходит в четвертьфинал в Штутгарте и Гамбурге. Затем дошёл до полуфинала в Вашингтоне. На Открытом чемпионате США проигрывает в матче третьего раунда Михаилу Южному. На турнире в Пекине Хаас в первом же раунде уступил Хьюитту, но в октябре выиграл свой второй турнир в Вене (15-й в общей сложности за карьеру) и стал самым возрастным игроком, завоевавшим титул АТР в одиночном разряде в этом сезоне. Томми имел даже шансы отобратся на Итоговый турнир ATP, но на двух последних турнирах сезона - в Валенсии и Париже в первом же раунде уступил соотечественнику Филиппу Кольшрайберу, таким образом так ни разу за карьеру не сыграв на Итоговом турнире, закончив сезон на 12 месте в рейтинге.
Сезон 2014 года был омрачён постоянными травмами правого плеча, из-за которых Хаас сдавал матчи в Открытых чемпионатах Австралии, Италии и Франции, а также на турнире в Сан-Паулу. Тем не менее ему удалось в феврале дойти до финала в Загребе, выиграв по ходу свой 550-й матч за карьеру, а на Открытом чемпионате Италии, перед тем как прервать матч с Григором Димитровым, он обыграл третью ракетку мира Станисласа Вавринку и стал в свои 36 лет самым возрастным четвертьфиналистом турниров АТР Мастерс с 1990 года, когда была учреждена действующая классификация турниров АТР. Открытый чемпионат Франции стал последним турниром для Хааса в 2014 году: 17 июня ему была сделана операция правого плеча. На корт он вернулся только в июне 2015 года, получив «уайлд-кард» на участие в турнире АТР в Штутгарте. 37-летний Хаас, из-за длительного отсутствия не фигурировавший в рейтинге, победил в первом круге 59-ю ракетку мира Михаила Кукушкина, но проиграл свой второй матч и за остаток сезона одержал победы лишь в двух играх из девяти турниров, в которых принял участие. Наиболее успешно он выступил в парах в Открытом чемпионате США, где с Радеком Штепанеком впервые дошёл до третьего круга.

### 2016-2017 (административная работа, победа над Федерером и завершение карьеры)
В 2016 году Хаас в соревнованиях не участвовал, перенеся очередную операцию в апреле, но продолжал планировать очередное возвращение на корт. По ходу восстановления Хаас занял пост директора турнира Мастерс в Индиан-Уэлсе.
Очередное возвращение Хааса в профессиональный теннис состоялось на Открытом чемпионате Австралии 2017 года, но первую победу в одиночном разряде он одержал только в апреле в Хьюстоне. Его лучшим результатом стал выход в четвертьфинал в Штутгарте, где хозяин корта нанёс во втором круге поражение возвращавшемуся на ведущие роли Роджеру Федереру (для которого это поражение стало всего лишь вторым с начала сезона). В 39 лет Хаас стал старейшим четвертьфиналистом турнира АТР с 1995 года, когда до этого же этапа в Халле дошёл 42-летний Джимми Коннорс. После этого немецкий теннисист до конца сезона не выиграл ни одного матча в турнирах АТР и в марте 2018 года, по ходу очередного турнира в Индиан-Уэлсе, объявил об окончании игровой карьеры.

### Сборная и национальные турниры
Томми Хаас провёл 32 игры за сборную Германии в Кубке Дэвиса: 19 побед и 7 поражений в одиночном разряде, 4 победы и 2 поражения в парах. Лучшим достижением при нём стал выход в полуфинал в 2007 году, где немцы со счётом 2:3 проиграли сборной России. С 2007 по 2012 года у Хааса был пятилетний перерыв в выступлениях в составе сборной. Последний матч сыграл в паре в 2014 году. В командном Кубке мира он за семь попыток выиграл 13 матчей в одиночном разряде, проиграв семь, а в парах одержал девять побед при трёх поражениях.

## Рейтинг на конец года
| Год  | Одиночный рейтинг | Парный рейтинг |
| 2017 | 252               | 251            |
| 2015 | 470               | 372            |
| 2014 | 77                | 287            |
| 2013 | 12                | 93             |
| 2012 | 21                | 406            |
| 2011 | 205               | 408            |
| 2010 | 372               |                |
| 2009 | 18                | 130            |
| 2008 | 82                | 677            |
| 2007 | 12                |                |
| 2006 | 11                | 491            |
| 2005 | 45                | 397            |
| 2004 | 17                | 335            |
| 2002 | 11                | 729            |
| 2001 | 8                 | 133            |
| 2000 | 23                | 696            |
| 1999 | 11                | 689            |
| 1998 | 34                | 213            |
| 1997 | 45                | 290            |
| 1996 | 170               | 973            |
| 1994 | 1198              |                |
| 1993 | 1071              |                |

По данным официального сайта ATP на последнюю неделю года.

## Выступления на турнирах

### Финалы турнировATPв одиночном разряде (28)

#### Победы (15)
| Легенда (до 2009/с 2009)             |
| Большой шлем (0)*                    |
| Олимпиада (0)                        |
| Итоговый турнир ATP (0)              |
| Кубок Большого шлема (0)             |
| Серия Мастерс (1)                    |
| ATP International Gold / ATP 500 (4) |
| ATP International / ATP 250 (10+1)   |

| Титулы по покрытиям | Титулы по месту проведения матчей турнира |
| ------------------- | ----------------------------------------- |
| Хард (11+1)*        | Зал (6+1)                                 |
| Грунт (2)           | Зал (6+1)                                 |
| Трава (2)           | Открытый воздух (9)                       |
| Ковёр (0)           | Открытый воздух (9)                       |

* количество побед в одиночном разряде + количество побед в парном разряде.
| №   | Дата            | Турнир                | Покрытие   | Соперник в финале  | Счёт           |
| 1.  | 21 февраля 1999 | Мемфис, США           | Хард (зал) | Джим Курье         | 6-4 6-1        |
| 2.  | 7 января 2001   | Аделаида, Австралия   | Хард       | Николас Массу      | 6-3 6-1        |
| 3.  | 26 августа 2001 | Лонг-Айленд, США      | Хард       | Пит Сампрас        | 6-3 3-6 6-2    |
| 4.  | 14 октября 2001 | Вена, Австрия         | Хард (зал) | Гильермо Каньяс    | 6-2 7-6(6) 6-4 |
| 5.  | 21 октября 2001 | Штутгарт, Германия    | Хард (зал) | Максим Мирный      | 6-2 6-2 6-2    |
| 6.  | 18 апреля 2004  | Хьюстон, США          | Грунт      | Энди Роддик        | 6-3 6-4        |
| 7.  | 18 июля 2004    | Лос-Анджелес, США     | Хард       | Николас Кифер      | 7-6(6) 6-4     |
| 8.  | 6 февраля 2006  | Делрей-Бич, США       | Хард       | Ксавье Малисс      | 6-3 3-6 7-6(5) |
| 9.  | 26 февраля 2006 | Мемфис, США (2)       | Хард (зал) | Робин Сёдерлинг    | 6-3 6-2        |
| 10. | 30 июля 2006    | Лос-Анджелес, США (2) | Хард       | Дмитрий Турсунов   | 4-6 7-5 6-3    |
| 11. | 25 февраля 2007 | Мемфис, США (3)       | Хард (зал) | Энди Роддик        | 6-3 6-2        |
| 12. | 14 июня 2009    | Халле, Германия       | Трава      | Новак Джокович     | 6-3 6-7(4) 6-1 |
| 13. | 17 июня 2012    | Халле, Германия (2)   | Трава      | Роджер Федерер     | 7-6(5) 6-4     |
| 14. | 5 мая 2013      | Мюнхен, Германия      | Грунт      | Филипп Кольшрайбер | 6-3 7-6(3)     |
| 15. | 20 октября 2013 | Вена, Австрия (2)     | Хард (зал) | Робин Хасе         | 6-3 4-6 6-4    |

#### Поражения (13)
| №   | Дата            | Турнир                 | Покрытие    | Соперник в финале    | Счёт                      |
| 1.  | 19 октября 1997 | Лион, Франция          | Хард (зал)  | Фабрис Санторо       | 4-6 4-6                   |
| 2.  | 25 октября 1998 | Лион, Франция (2)      | Хард (зал)  | Алекс Корретха       | 6-2 6-7(6) 1-6            |
| 3.  | 16 января 1999  | Окленд, Новая Зеландия | Хард        | Шенг Схалкен         | 4-6 4-6                   |
| 4.  | 25 июля 1999    | Штутгарт, Германия     | Грунт       | Магнус Норман        | 7-6(6) 6-4 6-7(7) 0-6 3-6 |
| 5.  | 3 октября 1999  | Кубок Большого шлема   | Ковёр (зал) | Грег Руседски        | 3-6 4-6 7-6(5) 6-7(5)     |
| 6.  | 7 мая 2000      | Мюнхен, Германия       | Грунт       | Франко Скиллари      | 4-6 4-6                   |
| 7.  | 1 октября 2000  | Олимпиада              | Хард        | Евгений Кафельников  | 6-7(4) 6-3 2-6 6-4 3-6    |
| 8.  | 15 октября 2000 | Вена, Австрия          | Хард (зал)  | Тим Хэнмен           | 4-6 4-6 4-6               |
| 9.  | 12 мая 2002     | Рим, Италия            | Грунт       | Андре Агасси         | 3-6 3-6 0-6               |
| 10. | 22 июля 2012    | Гамбург, Германия      | Грунт       | Хуан Монако          | 5-7 4-6                   |
| 11. | 5 августа 2012  | Вашингтон, США         | Хард        | Александр Долгополов | 7-6(7) 4-6 1-6            |
| 12. | 17 февраля 2013 | Сан-Хосе, США          | Хард (зал)  | Милош Раонич         | 4-6 3-6                   |
| 13. | 9 февраля 2014  | Загреб, Хорватия       | Хард (зал)  | Марин Чилич          | 3-6 4-6                   |

### Финалы челленджеров и фьючерсов в одиночном разряде (3)

#### Поражения (3)
| №  | Дата           | Турнир           | Покрытие | Соперник в финале | Счёт        |
| 1. | 16 июня 1996   | Вайден, Германия | Грунт    | Томас Нюдаль      | 3-6 6-3 6-7 |
| 2. | 8 декабря 1996 | Дейтона-Бич, США | Хард     | Андрей Черкасов   | 6-7 6-3 5-7 |
| 3. | 20 апреля 1997 | Бирмингем, США   | Грунт    | Йохан ван Херк    | 6-7 7-6 4-6 |

### Финалы турнировATPв парном разряде (1)

#### Победы (1)
| №  | Дата            | Турнир        | Покрытие   | Партнёр        | Соперники в финале           | Счёт    |
| 1. | 15 февраля 2009 | Сан-Хосе, США | Хард (зал) | Радек Штепанек | Рохан Бопанна Яркко Ниеминен | 6-2 6-3 |

### Финалы командных турниров (2)

#### Победы (2)
| №  | Год  | Турнир                   | Команда                                          | Соперник в финале                                      | Счёт |
| 1. | 1998 | Командный Кубок мира     | Б. Беккер, Н. Кифер, Д. Приносил, Т. Хаас        | Д. Вацек, С. Доседел, П. Корда, Ц. Сук                 | 3-0  |
| 2. | 2005 | Командный Кубок мира (2) | Германия · А. Васке, Ф. Майер, Н. Кифер, Т. Хаас | Аргентина · Г. Гаудио, Г. Каньяс, Г. Кориа, Х. И. Чела | 2-1  |

## История выступлений на турнирах
| Турнир                       | 1996          | 1997          | 1998          | 1999          | 2000          | 2001          | 2002          | 2003          | 2004          | 2005          | 2006          | 2007          | 2008          | 2009                    | 2010                    | 2011                    | 2012                    | 2013                    | 2014                    | 2015                    | 2016                    | 2017                    | Итог   | В/П за карьеру |
| ---------------------------- | ------------- | ------------- | ------------- | ------------- | ------------- | ------------- | ------------- | ------------- | ------------- | ------------- | ------------- | ------------- | ------------- | ----------------------- | ----------------------- | ----------------------- | ----------------------- | ----------------------- | ----------------------- | ----------------------- | ----------------------- | ----------------------- | ------ | -------------- |
| Турниры Большого шлема       |               |               |               |               |               |               |               |               |               |               |               |               |               |                         |                         |                         |                         |                         |                         |                         |                         |                         |        |                |
| Открытый чемпионат Австралии | -             | -             | 1Р            | 1/2           | 2Р            | 2Р            | 1/2           | -             | -             | 2Р            | 4Р            | 1/2           | -             | 3Р                      | 3Р                      | -                       | 2Р                      | 1Р                      | 1Р                      | -                       | -                       | 1Р                      | 0 / 14 | 26-14          |
| Открытый чемпионат Франции   | -             | -             | 1Р            | 3Р            | 3Р            | 2Р            | 4Р            | -             | 1Р            | 3Р            | 3Р            | -             | -             | 4Р                      | -                       | 1Р                      | 3Р                      | 1/4                     | 1Р                      | -                       | -                       | -                       | 0 / 13 | 21-13          |
| Уимблдонский турнир          | -             | 2Р            | 3Р            | 3Р            | 3Р            | 1Р            | -             | -             | 2Р            | 1Р            | 3Р            | 4Р            | 3Р            | 1/2                     | -                       | 1Р                      | 1Р                      | 4Р                      | -                       | 2Р                      | -                       | 1Р                      | 0 / 16 | 24-15          |
| Открытый чемпионат США       | 1Р            | 3Р            | 2Р            | 4Р            | 2Р            | 4Р            | 4Р            | -             | 1/4           | 3Р            | 1/4           | 1/4           | 2Р            | 3Р                      | -                       | 3Р                      | 1Р                      | 3Р                      | -                       | 1Р                      | -                       | -                       | 0 / 17 | 34-17          |
| Итог                         | 0 / 1         | 0 / 2         | 0 / 4         | 0 / 4         | 0 / 4         | 0 / 4         | 0 / 3         | 0 / 0         | 0 / 3         | 0 / 4         | 0 / 4         | 0 / 3         | 0 / 2         | 0 / 4                   | 0 / 1                   | 0 / 3                   | 0 / 4                   | 0 / 4                   | 0 / 2                   | 0 / 2                   | 0 / 0                   | 0 / 2                   | 0 / 60 |                |
| В/П в сезоне                 | 0-1           | 3-2           | 3-4           | 12-4          | 6-4           | 5-4           | 11-3          | 0-0           | 5-3           | 5-4           | 11-4          | 12-2          | 3-2           | 12-4                    | 2-1                     | 2-3                     | 6-4                     | 9-4                     | 0-2                     | 1-2                     | 0-0                     | 0-2                     |        | 105-59         |
| Олимпийские игры             |               |               |               |               |               |               |               |               |               |               |               |               |               |                         |                         |                         |                         |                         |                         |                         |                         |                         |        |                |
| Летняя олимпиада             | -             | Не проводился | Не проводился | Не проводился | II            | Не проводился | Не проводился | Не проводился | 2Р            | Не проводился | Не проводился | Не проводился | -             | Не проводился           | Не проводился           | Не проводился           | -                       | Не проводился           | Не проводился           | Не проводился           | -                       | НП                      | 0 / 2  | 6-2            |
| Турниры Мастерс              |               |               |               |               |               |               |               |               |               |               |               |               |               |                         |                         |                         |                         |                         |                         |                         |                         |                         |        |                |
| Индиан-Уэлс                  | -             | К             | 3Р            | 1Р            | 3Р            | 2Р            | 2Р            | -             | 4Р            | 2Р            | 4Р            | 1/4           | 1/4           | 3Р                      | -                       | -                       | 2Р                      | 4Р                      | 4Р                      | -                       | -                       | -                       | 0 / 14 | 25-13          |
| Майами                       | -             | 3Р            | 3Р            | 2Р            | 3Р            | 4Р            | 3Р            | -             | 1Р            | 3Р            | 3Р            | 2Р            | -             | 1Р                      | -                       | -                       | 2Р                      | 1/2                     | -                       | -                       | -                       | 1Р                      | 0 / 14 | 14-13          |
| Монте-Карло                  | -             | -             | -             | 2Р            | 1Р            | 3Р            | 1/4           | -             | 2Р            | -             | -             | -             | 1Р            | -                       | -                       | -                       | -                       | -                       | -                       | -                       | -                       | 2Р                      | 0 / 7  | 8-7            |
| Гамбург                      | К             | 1/2           | 2Р            | 1/4           | 1Р            | 2Р            | 3Р            | -             | 2Р            | 1Р            | 1Р            | -             | -             | Не турнир серии Мастерс | Не турнир серии Мастерс | Не турнир серии Мастерс | Не турнир серии Мастерс | Не турнир серии Мастерс | Не турнир серии Мастерс | Не турнир серии Мастерс | Не турнир серии Мастерс | Не турнир серии Мастерс | 0 / 9  | 12-9           |
| Штутгарт/Мадрид              | К             | 1Р            | 2Р            | 3Р            | 1Р            | П             | 2Р            | -             | 3Р            | 2Р            | 3Р            | 2Р            | -             | 2Р                      | -                       | -                       | -                       | 3Р                      | 1Р                      | -                       | -                       | 1Р                      | 1 / 14 | 14-13          |
| Рим                          | К             | 2Р            | 3Р            | -             | 1Р            | 2Р            | Ф             | -             | 1Р            | 1Р            | 1Р            | 1Р            | -             | -                       | -                       | -                       | -                       | 1Р                      | 1/4                     | -                       | -                       | 2Р                      | 0 / 12 | 13-12          |
| Монреаль/Торонто             | -             | 2Р            | 3Р            | 3Р            | -             | 1/2           | 1/2           | -             | 1Р            | -             | 2Р            | 3Р            | 2Р            | 2Р                      | -                       | -                       | 1/4                     | 2Р                      | -                       | -                       | -                       | -                       | 0 / 12 | 21-12          |
| Цинциннати                   | К             | 2Р            | 3Р            | 3Р            | -             | 2Р            | 1Р            | -             | 1/4           | 1Р            | 3Р            | 1Р            | 3Р            | 1Р                      | -                       | 1Р                      | 2Р                      | 3Р                      | -                       | -                       | -                       | -                       | 0 / 14 | 16-14          |
| Шанхай                       | Не проводился | Не проводился | Не проводился | Не проводился | Не проводился | Не проводился | Не проводился | Не проводился | Не проводился | Не проводился | Не проводился | Не проводился | Не проводился | 2Р                      | -                       | -                       | 1/4                     | 3Р                      | -                       | 1Р                      | -                       | -                       | 0 / 4  | 6-3            |
| Париж                        | К             | -             | 3Р            | 1/4           | 2Р            | 1/2           | 3Р            | -             | 3Р            | 3Р            | 1/2           | 3Р            | -             | 2Р                      | -                       | -                       | -                       | 2Р                      | -                       | -                       | -                       | -                       | 0 / 11 | 15-11          |
| Статистика за карьеру        |               |               |               |               |               |               |               |               |               |               |               |               |               |                         |                         |                         |                         |                         |                         |                         |                         |                         |        |                |
| Проведено финалов            | 0             | 1             | 1             | 4             | 3             | 4             | 1             | 0             | 2             | 0             | 3             | 1             | 0             | 1                       | 0                       | 0                       | 3                       | 3                       | 1                       | 0                       | 0                       | 0                       |        | 28             |
| Выиграно турниров            | 0             | 0             | 0             | 1             | 0             | 4             | 0             | 0             | 2             | 0             | 3             | 1             | 0             | 1                       | 0                       | 0                       | 1                       | 2                       | 0                       | 0                       | 0                       | 0                       |        | 15             |
| В/П: всего                   | 4-3           | 22-17         | 41-26         | 47-26         | 36-22         | 57-21         | 45-21         | 0-0           | 37-22         | 33-24         | 49-21         | 39-17         | 18-14         | 31-17                   | 3-4                     | 7-12                    | 31-16                   | 47-21                   | 14-11                   | 2-9                     | 0-0                     | 6-14                    |        | 569-338        |
| Σ % побед                    | 57 %          | 56 %          | 61 %          | 64 %          | 62 %          | 73 %          | 68 %          | 0 %           | 63 %          | 58 %          | 70 %          | 70 %          | 56 %          | 65 %                    | 43 %                    | 37 %                    | 66 %                    | 69 %                    | 56 %                    | 18 %                    | 0 %                     | 30 %                    |        | 63 %           |

К — проигрыш в квалификационном турнире.

## Интересные факты
- В мае 2004 года во время проведения турнира серии Мастерс в Риме Хаас мог погибнуть при пожаре в гостинице «Парко Дей Принчипи», где он находился. В этой же гостинице проживали и другие теннисисты, например, Марат Сафин и Энди Роддик. Накануне пожара Хаас принял снотворное и крепко спал. Его разбудил звонок тренера и он успел эвакуироваться в одной пижаме[10][21].